# Jesse Levine
Jesse Levine (ur. 15 października 1987 roku w Nepean) – kanadyjski tenisista, reprezentujący Stany Zjednoczone do 2012 roku.

## Kariera tenisowa
W gronie profesjonalistów występował w latach 2007–2014.
Jako junior Levine wygrał w roku 2005 Wimbledon w grze podwójnej. Partnerem deblowym Amerykanina był Michael Shabaz.
Występując już jako zawodowiec Levine w kwietniu 2009 roku awansował do finału zawodów ATP World Tour w Houston, wspólnie z Ryanem Sweetingiem. Pojedynek o tytuł para przegrała z Bobem i Mikiem Bryanami.
Najwyżej w rankingu ATP singlistów zajmował 69. miejsce (1 października 2012), a w rankingu deblistów 119. miejsce (22 lipca 2013).

### Finały w turniejach ATP World Tour
| Legenda                     |
| Wielki Szlem                |
| ATP World Tour Finals       |
| ATP World Tour Masters 1000 |
| Igrzyska olimpijskie        |
| ATP World Tour 500          |
| ATP World Tour 250          |

#### Gra podwójna (0–1)
| Końcowy wynik | Nr | Data             | Turniej | Nawierzchnia | Partner       | Przeciwnicy          | Wynik finału |
| ------------- | -- | ---------------- | ------- | ------------ | ------------- | -------------------- | ------------ |
| Finalista     | 1. | 12 kwietnia 2009 | Houston | Ceglana      | Ryan Sweeting | Bob Bryan Mike Bryan | 1:6, 2:6     |

### Starty wielkoszlemowe (gra pojedyncza)
| Turniej          | 2005 | 2006 | 2007  | 2008  | 2009  | 2010  | 2011 | 2012  | 2013  | Wygrane turnieje | Bilans w turnieju |
| ---------------- | ---- | ---- | ----- | ----- | ----- | ----- | ---- | ----- | ----- | ---------------- | ----------------- |
| Australian Open  | –    | –    | –     | 2R    | –     | –     | –    | –     | 2R    | 0 / 2            | 2–2               |
| French Open      | –    | –    | –     | –     | –     | –     | –    | 2R    | 1R    | 0 / 2            | 1–2               |
| Wimbledon        | –    | –    | –     | 2R    | 3R    | 1R    | –    | 2R    | 2R    | 0 / 5            | 5–5               |
| US Open          | –    | –    | 1R    | 1R    | 2R    | –     | –    | 1R    | –     | 0 / 4            | 1–4               |
| Wygrane turnieje | –    | –    | 0 / 1 | 0 / 3 | 0 / 2 | 0 / 1 | –    | 0 / 3 | 0 / 3 | 0 / 13           | N/A               |
| Bilans spotkań   | –    | –    | 0–1   | 2–3   | 3–2   | 0–1   | –    | 2–3   | 2–3   | N/A              | 9–13              |